# Flavio Anastasia
Flavio Anastasia (* 30. Januar 1969 in Mariano Comense) ist ein ehemaliger italienischer Radrennfahrer und Weltmeister im Radsport.

## Sportliche Laufbahn
1989 wurde Flavio Anastasia italienischer Meister im Einzelzeitfahren. 1991 in Stuttgart gelang ihm dann der größte Erfolg seiner Laufbahn, als er mit dem italienischen Straßen-Vierer Weltmeister im Mannschaftszeitfahren wurde. Kurz zuvor hatte er mit dem italienischen Team auch bei den Mittelmeer-Spielen das Mannschaftszeitfahren gewonnen. Von 1987 bis 1991 gewann er vier bedeutendere Rennen in Italien. 1992 gewann er bei den Olympischen Sommerspielen in Barcelona mit der Mannschaft die Silbermedaille im Mannschaftszeitfahren hinter dem deutschen Vierer.
Bei der Internationalen Friedensfahrt ging Anastasia mit dem gesamten Weltmeistervierer 1992 an den Start, kam jedoch trotz einiger vorderer Etappenplatzierungen zu Beginn der Rundfahrt nicht unter die besten 30 Fahrer des Gesamtklassements. Er wurde 58., trug aber für einen Tag das gelbe Trikot des Spitzenreiters in der Einzelwertung.
Noch im selben Jahr wurde Flavio Anastasia Profi, 1993 beendete er seine Radsportlaufbahn.

## Erfolge
1989
- Italienischer Amateur-Meister – Einzelzeitfahren

1991
- Mittelmeerspiele – Mannschaftszeitfahren (mit Luca Colombo, Gianfranco Contri und Cristian Salvato)
- Weltmeister – Mannschaftszeitfahren (mit Luca Colombo, Gianfranco Contri und Andrea Peron)

1992
- Olympische Spiele – Mannschaftszeitfahren (mit Luca Colombo, Gianfranco Contri und Andrea Peron)

## Teams
- 1992–1993 Amore & Vita